# Schloss Regnitzlosau
Das Schloss Regnitzlosau ist ein abgegangenes Schloss in Regnitzlosau im oberfränkischen Landkreis Hof.
Das Schloss Regnitzlosau befand sich westlich der St.-Aegidien-Kirche. Nach der Pfarrbeschreibung handelte es sich um einen dreigeschossigen schindelbedeckten Bau mit einem Saal und dreizehn Zimmern. Das Schloss wurde zwischen 1467 und 1477 erbaut und befand sich zunächst im Besitz der Familie von Feilitzsch. Anfang des 17. Jahrhunderts ging es an die Familie von Reitzenstein über. Als Teil der Vogtländischen Ritterschaft handelte es sich um ein Rittergut mit Schriftsässerei. Das Gebäude brannte 1848 aus und wurde wenig später abgebrochen. In unmittelbarer Nähe befand sich außerdem der bereits um 1390 erwähnte Turmhügel Regnitzlosau.